# Casa vella de Valldaura
La Casa vella de Valldaura és una masia del municipi d'Olvan (Berguedà) inclosa en l'Inventari del Patrimoni Arquitectònic de Catalunya.

## Descripció
És una masia d'estructura clàssica, coberta a dues vessants i amb el carener perpendicular a la façana, orientada a migdia, s'adapta al desnivell del terreny. Pel sector de llevant té una gran terrassa amb l'entrada i porta principal. A migdia, la façana té dos grans arcs lleugerament apuntats, i les finestres conserven les llindes de pedra. La masia fou ampliada pel costat de ponent amb un cos rectangular cobert amb una sola vessant, Aquest ha sofert les pertinents restauracions per la seva millora i s'adaptà a casa de colònies. Actualment s'ha reconvertit en escola terapèutica.

## Història
El lloc del Favar és documentat des del s. XIII, quan fou escollit pels senyors de la Portella per fundar-hi un monestir benedictí de monges. El monestir de Santa Maria de Valladaura, per la seva part, fou abandonat a finals del segle xiv i aleshores part del materials foren aprofitats per a bastir la masia de Valldaura (probablement a finals del s. XVI o a començaments del segle xvii). La masia s'amplià al xviii, però després de la Guerra Civil s'abandonà. En els últims anys s'ha rehabilitat com a casa de colònies.